# Haven Holidays
Vous pouvez aider à l'améliorer ou bien discuter des problèmes sur sa page de discussion.
- Il ne s’appuie pas, ou pas assez, sur des sources secondaires ou tertiaires. (Marqué depuis juillet 2022)
- Son texte doit être wikifié : il ne correspond pas à la mise en forme Wikipédia (style, typographie, liens internes, liens entre les wikis, etc.). (Marqué depuis juillet 2022)
- Son ton est trop promotionnel ou publicitaire, voire hagiographique. Le texte doit adopter un ton neutre et encyclopédique. (Marqué depuis juillet 2022)
- Il est orphelin : moins de trois articles lui sont liés. Aidez à ajouter des liens en plaçant le code [[Haven Holidays]] dans les articles relatifs au sujet. (Marqué depuis juillet 2022)

- Archive Wikiwix
- Bing
- Cairn
- DuckDuckGo
- E. Universalis
- Gallica
- Google
- G. Books
- G. News
- G. Scholar
- Persée
- Qwant
- (zh) Baidu
- (ru) Yandex
- (wd) trouver des œuvres sur Wikidata

Haven Holidays est une chaîne de parcs de vacances au Royaume-Uni. Il exploite des parcs de vacances pour caravanes statiques en location, dont beaucoup comprennent également des installations de tourisme et de camping. La société exploite 41 sites au Royaume-Uni dans des zones principalement côtières.
Haven a annoncé que pour la saison 2022, ils ont renommé leurs catégories de caravanes et qu'ils seront désormais connus sous les noms de Saver, Bronze, Silver, Gold et Signature[réf. nécessaire]. Certains parcs proposent également des Chalets, des Beach houses et du glamping sous forme de super tentes[pertinence contestée][passage promotionnel].
Haven met également constamment à jour ses parcs avec les mises à jour les plus coûteuses, ce qui fait que les parcs sont appelés «parcs du futur» dans les supports publicitaires. Les mises à jour ont inclus de nouvelles zones de divertissement et de restauration ainsi que de nouveaux "villages d'aventure" en plein air[passage promotionnel].
La société a été créée en 1964 et achetée par le Bourne Leisure Group en 2000. En novembre 2004, Bourne Leisure a fusionné sa chaîne British Holidays existante avec la marque Haven Holidays. Bourne Leisure a été vendu à The Blackstone Group en janvier 2021.

## Histoire
La chaîne Haven actuelle est formée d'un certain nombre d'acquisitions par ses anciennes marques, y compris Warner Holiday Camps (maintenant commercialisé sous le nom de Warner Leisure Hotels ). Après avoir décidé de se concentrer davantage sur ses activités de jeu telles que Mecca Bingo, le groupe Rank a décidé de vendre sa branche vacances. En octobre 2000, Bourne Leisure a acheté la branche de loisirs britannique du groupe Rank, Rank Leisure, pour 700 millions de livres sterling, qui comprenait les chaînes Haven, Butlins et Warner Leisure Hotels . Les parcs Haven appartenaient autrefois à quatre catégories et étaient définis par quatre couleurs différentes, All Action Parks (rouge), Lively Parks (bleu), Leisurely Parks (jaune) et Relaxing Parks (vert). Chaque catégorie de parc refléterait le type de divertissement et d'activités qui se dérouleraient dans ce parc et refléterait également la taille du parc.
À la suite de l'achat de Haven par Bourne Leisure, ils ont décidé de restructurer l'entreprise et de vendre les plus petits parcs de l'entreprise, 12 de ces petits parcs ont fait l'objet d'un rachat par la direction et ont ensuite formé une nouvelle société de vacances; Park Resorts, d' autres parcs ont été vendus à Parkdean et Park Holidays UK, Park Resorts et Parkdean fusionnant plus tard pour former Parkdean Resorts . Haven a conservé ses plus grands parcs et Bourne Leisure a commencé à intégrer à la fois Haven et sa chaîne British Holidays existante en 2002, échangeant des divertissements et des installations entre les deux marques, jusqu'à ce que les deux sociétés fusionnent en novembre 2004 sous le nom de «Haven and British Holidays». Haven étant le nom le plus connu, l'identité de British Holidays a finalement été complètement abandonnée à la fin de la saison 2007.

### Divertissement
Les divertissements au paradis consistent en un mélange de spectacles mettant en vedette le Seaside Squad; Rory the Tiger, Bradley Bear, Greedy the Gorilla, Anxious the Elephant, DJ Ned, Polly the lifeguard. Bingo, jeux de société et discothèque pour enfants. Les artistes invités et l'équipe d'animation ont présenté des spectacles plus tard dans la soirée. Le divertissement a lieu dans les parcs Showbars, Live Lounges.
Jusqu'à ce que Haven soit acheté par Bourne Leisure, les artistes résidents de Haven étaient connus sous le nom de Havenmates. Havenmates est apparu dans tous les parcs Haven, mais le nombre d'artistes était dicté par la catégorie du parc. Tous les parcs d'action auraient la plus grande équipe de Havenmates, y compris Male Singer, Female Singer, Dancers (généralement quatre), une équipe de General Havenmates, un DJ, un présentateur, un Entertainment Manager, un Assistant Entertainment Manager et un ATR Leader et un technicien. Tous les parcs d'action avaient également un groupe résident, ils jouaient des sets en direct tout au long de la soirée et jouaient même de la musique en direct lors de certains spectacles Havenmates. Les lieux de divertissement avaient leur propre identité unique avec des lieux connus tels que Capone's à Devon Cliffs, Neptunes à Caister et The Limelight and Follies Show-bar à Seashore. La taille de l'équipe diminuerait alors en fonction de la taille du parc et de la catégorie. Havenmates étaient également célèbres pour porter les vestes à rayures Deck Chair. Après la vente par la Rank Organization à Bourne Leisure, Havenmates a finalement été changé en Funstars au milieu des années 2000, qui était le nom utilisé pour les artistes résidents des British Holidays Parks. En 2016, une marque Theatre Company a été introduite, à l'origine exclusive à Thornwick Bay nouvellement acquise, avant d'être déployée dans Primrose Valley, Devon Cliffs, Hafan y Mor, Craig Tara et Rockley Park l'année suivante, et les artistes de ces Theatre Company les parcs étaient connus sous le nom d'Adventure Live Hosts, mais la marque Funstar a continué à être utilisée dans les autres parcs Haven, utilisant toujours le nom Funstar pour les artistes de ces parcs. Plus récemment, en 2019, l'image de marque du divertissement a de nouveau changé et les artistes sont désormais simplement connus sous le nom de "Entertainment Cast Members".

### ATR (Toute la rage)
L'ATR était un club réservé aux adolescents conçu pour les adolescents âgés de 12 à 17 ans, avec des activités telles que le DJ, la réalisation de films, le sport, les jeux et généralement la socialisation avec d'autres adolescents. Le club avait également un leader dévoué, le club a ensuite été renommé. T-Co.

### Club du tigre
Haven avait un club pour enfants dédié, pour les enfants âgés de 5 à 11 ans. Le club était géré par les General Havenmates, où les enfants participaient à différentes activités et à l'artisanat. Lorsque les enfants rejoignaient le club, ils recevaient un badge Tiger Club, ils recevaient également une carte de membre où ils pouvaient collecter des timbres tout au long de la semaine pour accomplir certaines tâches et activités. Le club a également présenté une chanson à thème intitulée "The Tiger Club Song" ainsi qu'une routine de danse que les enfants pouvaient apprendre et participer. Les enfants ont été divisés en deux équipes différentes, The Mischief Monkeys et The Cheeky Chimps, basées sur des anniversaires pairs et impairs. Les mascottes des clubs étaient Rory le tigre, Anxious l'éléphant, Greedy le gorille, ils ont également été rejoints par Manic le perroquet, Prudence la girafe et Sylvester le serpent. Le club est devenu Rory and Bradley's Funtime après la fusion de Haven avec British Holidays, puis en 2013, il est devenu Zoo Troop et maintenant connu sous le nom de Seaside Squad.

## Havre Europe
Haven exploitait et possédait 8 parcs de vacances et en recommandait d'autres en France, en Espagne et en Italie. Haven Europe était exploité de la même manière que l'opération britannique, y compris le divertissement et mettant également en vedette le Tiger Club et l'ATR. Lorsque Rank Organization a vendu l'activité au Royaume-Uni, Haven Europe a également été acquise dans le cadre de l'accord par Bourne Leisure. Le côté européen de l'entreprise a fait l'objet d'un rachat par la direction en 2004 et opère désormais sous le nom de Siblu.

## Dans les médias
En 1996, Haven a été présenté dans le cadre d'une série documentaire sur le mur appelée Seasiders. Diffusée sur Channel 4, la série de six épisodes a suivi les Havenmates des auditions à la fin de la saison au Primrose Valley Holiday Park. La série mettait également en vedette le directeur de divertissement bien connu des parcs Ian Sandy et également responsable du divertissement à l'époque Debbie Walker.

## Acquisitions
En 2007, Bourne Leisure a acheté Far Grange Park & Golf Club. Le parc était initialement un parc Haven pour les vacanciers et les propriétaires de caravanes, comme le montre la brochure de 2008, mais après une seule saison, le parc est depuis devenu un parc réservé aux propriétaires.
En avril 2015, Bourne Leisure a acheté les parcs de caravanes Thornwick & Sea Farm Holiday Centre et Greenacre West à Flamborough Holidays Ltd. Le complexe du centre de vacances Thornwick & Sea Farm a été réaménagé pour la saison 2016 et a été rebaptisé « Thornwick Bay ».
En 2019, Haven s'est aventuré dans un nouveau type de complexe avec l'achat du Celtic Haven Spa Holiday Cottage Resort à Tenby, Pembrokeshire. Le complexe est un parc partenaire du Lydstep Beach Holiday Village, situé dans le village de Lydstep. Le complexe est bien connu pour son spa et permettra aux clients séjournant dans leur chalet d'utiliser les installations de divertissement du Lydstep Beach Village. Le complexe Celtic Haven est le premier de la marque Haven à fonctionner 365 jours par an. 
Il a été annoncé le 23 février 2022 que Haven avait finalisé l'acquisition de son premier parc depuis sa reprise par Blackstone. Acquisition d'un ancien parc familial à Skegness, Richmond Holiday Centre. Le parc propose plus de 700 emplacements d'hébergement, piscine, lieux de divertissement et restaurants et non loin de la plage de Skegness.

## Commandites et partenariats
En mars 2018, Haven s'est associé à l'association caritative Royal National Lifeboat Institution (RNLI). Ce partenariat vise à intégrer pleinement le RNLI à l'offre Haven et à collecter des fonds vitaux pour leur travail de sauvetage.
En février 2019, Haven est devenu un sponsor officiel de Team GB, soutenant l'équipe dans la préparation des Jeux Olympiques de Tokyo 2020.

## Mascottes
La première mascotte de la marque Haven était Rory the Tiger, introduite pour la première fois en 1988. Bradley Bear a été présenté en 1993 comme la mascotte de British Holidays, l'ancienne marque sœur de Haven Holidays. Lorsque les deux marques ont fusionné lors de l'acquisition par Bourne Leisure, les deux mascottes ont commencé à apparaître côte à côte, bien que Bradley Bear ne fasse pas partie de la marque «Tiger Club».
Les autres mascottes introduites au début de Haven étaient Anxious the Elephant, Greedy the Gorilla, Manic the Parrot et Sylvester the Snake. Ces mascottes, ainsi que Rory le Tigre, sont apparues sous la marque du "Tiger Club".
En 2004, lors de l'intégration de Haven et British Holidays, trois nouvelles mascottes ont rejoint le 'Tiger Club', à savoir : DJ Ned(Naughty Ned), Polly Popkins, et Magical Merlin the Wizard, avant que le Tiger Club et le Bradley Bear Club ne fusionnent et a changé son nom en 'Rory and Bradley's Funtime'. Les personnages ont finalement formé la Zoo Troop en 2007.
En 2009, Merlin le sorcier, Manic le perroquet et Sylvester le serpent ont tous été abandonnés et on a souvent dit qu'ils avaient pris leur retraite par les Funstars.
En 2013, la 'Zoo Troop' a changé son nom en 'Seaside Squad', car Haven se concentrait davantage sur un thème balnéaire plus lourd dans ses parcs.

## Parcs de vacances et centres de villégiature
Il existe actuellement 41 parcs Haven situés à travers le Royaume-Uni. Le nombre de parcs Haven a culminé à 56 en 1999, peu de temps avant leur fusion avec British Holidays en 2002, mais de nombreux parcs plus petits ont été vendus tout au long de 2001 et à nouveau en octobre 2004 dans le cadre d'une initiative qui, selon Haven, visait à améliorer les normes de les parcs plus grands et plus rentables. La majorité des parcs ont été vendus à Park Resorts, Parkdean (qui ont tous deux fusionné avec Parkdean Resorts ) et Park Holidays UK (à l'époque connu sous le nom de Cinque Ports Leisure).

### Parcs de vacances et centres de villégiature actuels
- Blackpool: Cala Gran, Marton Mere
- Cornouailles: Perran Sands, Riviere Sands
- Devon: Devon Cliffs
- Dorset: Littlesea, Rockley Park, Seaview, Weymouth Bay
- Essex: The Orchards
- Kent et Sussex: Allhallows, Church Farm, Combe Haven
- Lake District: Lakeland
- Lincolnshire: Golden Sands, Thorpe Park, Richmond Holiday Centre
- Norfolk : Caister-on-Sea, Hopton, Seashore, Wild Duck
- Northumberland: Berwick, Haggerston Castle
- Ecosse: Craig Tara (anciennement Butlins Ayr), Seton Sands
- Somerset: Burnham-on-Sea, Doniford Bay
- Pays de Galles: Greenacres, Cardigan View (un parc jumeau de Greenacres), Garreg Wen (un parc jumeau de Greenacres), Hafan y Mor (anciennement Butlins Pwllheli), Lydstep Beach, Celtic Haven (un parc jumeau de Lydstep Beach), Kiln Park, Penally Court (un parc jumeau de Kiln Park), Presthaven, Quay West
- Yorkshire: Blue Dolphin, Primrose Valley (une partie de ce parc occupe désormais les terres qui formaient Butlins Filey), Reighton Sands, Thornwick Bay, Far Grange (propriétaires uniquement)

### Anciens parcs de vacances (Haven et British Holidays)
- Cornouailles: Duporth, St. Minver, Trelawne Manor, St Ives, Mullion
- Devon: Bideford Bay, Challaborough Bay, Lyme Bay, South Bay, Torquay, Devon Valley
- Dorset: Chesil Beach, Sandhills, West Bay
- Essex: St.Osyth Beach (anciennement Bel Air), Steeple Bay
- Hampshire: Mill Rythe, Solent Breezes
- Île de Wight: Harcourt Sands, Lower Hyde, Nodes Point, Thorness Bay, Fort Warden
- Kent et Sussex: Alberta, Sheerness, Ashcroft, Winchelsea Sands
- Lancashire: Beacon Fell View
- Lincolnshire: Coastfield
- Norfolk: California Cliffs, Heacham Beach, Cherry Tree
- Northumberland: Riverside
- Ecosse: Wemyss Bay, Erigmore House, Sundrum Castle, Grannies Heilan Hame, Tummel Valley, Nairn Lochloy
- Suffolk: Felixstowe Beach, Suffolk Sands, Kessingland Beach
- Pays de Galles: Brynowen, Carmarathen Bay, Manorbier, Pendine Sands, Ty Mawr, Lido Beach
- Yorkshire: Barmston Beach, Cayton Bay, Whitby

### Parcs appartenant à British Holidays avant 2004
- Blackpool: Cala Gran, Marton Mere
- Dorset: Rockley Park
- Essex: The Orchards
- Kent et Sussex: Allhallows, Church Farm
- Lake District: Lakeland
- Lincolnshire: Thorpe Park
- Norfolk: Hopton
- Northumberland: Berwick, Haggerston Castle
- Ecosse: Seton Sands
- Somerset: Burnham-on-Sea
- Pays de Galles: Greenacres, Kiln Park, Lydstep Beach, Penally Court, Quay West